# Каждому своё (фильм, 1946)
«Каждому своё» (англ. To Each His Own) — кинофильм режиссёра Митчелла Лейзена, вышедший на экраны в 1946 году. Экранизация рассказа Чарльза Брэкетта, который выступил также в качестве продюсера и сценариста (совместно с Жаком Тери). Актёрская работа Оливии де Хэвилленд, исполнившей в картине главную роль, была отмечена премией «Оскар», а Брэкетт был номинирован на эту награду за лучший литературный первоисточник.
В 1969 году в Индии был выпущен ремейк под названием «Преданность».

## Сюжет
Женщина средних лет по имени Джоди Норрис проводит Рождество в военном Лондоне, помогая пожарной охране в компании столь же одинокого лорда Дешема. Случайно узнав, что вечером в город должен прибыть молодой лейтенант Грегори Пирсен, она бросает всё и отправляется встречать его на вокзал. Поскольку поезд задерживается, у неё есть время предаться воспоминаниям. Много лет назад, во время Первой мировой войны, она жила с отцом в маленьком городке Пирсен-Фоллс. Однажды здесь появляется капитан Косгроув — военный пилот, совершающий турне по стране с рекламой военных облигаций. Джоди быстро влюбляется в молодого человека и проводит с ним ночь. Вскоре она узнаёт о своей беременности и о том, что капитан погиб во Франции. Не желая становиться изгоем в городке, она устраивает так, чтобы ребёнка случайно «подбросили» ей. Однако малыша «перехватывает» семейство Пирсенов, только что потерявшее своего ребёнка, и Джоди на многие годы оказывается разлучена с маленьким Грегори.

## В ролях
- Оливия де Хэвилленд — Жозефина (Джоди) Норрис
- Джон Лунд — капитан Барт Косгроув / Грегори Пирсен
- Мэри Андерсон — Коринн Пирсен
- Роланд Калвер — лорд Дешем
- Филлип Терри — Алекс Пирсен
- Билл Гудвин — Мак Тилтон
- Вирджиния Уэллс — Лиз Лоример
- Виктория Хорн — сестра Дэйзи Гинграс
- Грифф Барнетт — Дэниел Норрис
- Альма Макрори — Бель Ингрэм
- Билли Уорд — Грегори в детстве
- Фрэнк Фэйлен — Бейб
- Уиллард Робертсон — доктор Хант
- Артур Лофт — Бернадок Клинтон
- Вирджиния Фармер — миссис Кора Клинтон
- Дорис Ллойд — мисс Прингл
- Клайд Кук — мистер Харкетт
- Ида Мур — мисс Клафлин
- Мэри Янг — миссис Никс
- Мэри Макларен — женщина в зале Великой Армии Республики[англ.] / медсестра (в титрах не указана)